# 노키아 루미아 610
노키아 루미아 610(Nokia Lumia 610)은 모바일 월드 콩그레스 2012에서 발표된 윈도우 폰 스마트폰의 하나이다. 최초의 스마트폰을 구매하는 젊은 소비자들을 대상으로 설계되었다. 루미아 610은 곡선형의 금속 디자인이다. 루미아 710처럼 사이안, 마젠타, 블랙, 화이트로 출시된다. 블랙과 마젠타 버전은 화이트, 사이안 버전에서 볼 수 있는, 뒷면이 글로시가 아닌 고무 형태로 되어 있다.
사용 가능한 메모리 용량이 적은 까닭에 RAM 사용량이 90MB를 초과하는 백그라운드 작업은 자동으로 비활성화되며 특정 애플리케이션들은 실행이 불가능하다.

## 같이 보기
- 윈도우 폰
- 노키아 루미아 710
- 노키아 루미아 800
- 노키아 루미아 900

## 참고 자료
- Sakr, Sharif (2012년 6월 13일). “Nokia Lumia 610 review”. 《엔가젯》. AOL. 2012년 8월 6일에 확인함.
- Warren, Tom (2012년 6월 1일). “Nokia Lumia 610 review”. 《The Verge》. en:Vox Media. 2012년 8월 6일에 확인함.